# 陸上自衛隊の駐屯地一覧
陸上自衛隊の駐屯地一覧（りくじょうじえいたいのちゅうとんちいちらん、List of JGSDF Camp (Garrison)）は、日本の陸上自衛隊における駐屯地および分屯地の一覧である。奈良県を除く46都道府県に162庁。

## 北部方面区

### 第2警備地区
北海道
名寄駐屯地（名寄市）
稚内分屯地（稚内市）
礼文分屯地（礼文郡礼文町）
留萌駐屯地（留萌市）
遠軽駐屯地（紋別郡遠軽町）
旭川駐屯地（旭川市）
沼田分屯地（雨竜郡沼田町）
近文台分屯地（旭川市）
上富良野駐屯地（空知郡上富良野町）
多田分屯地（空知郡上富良野町）

### 第5警備地区
北海道
美幌駐屯地（網走郡美幌町）
別海駐屯地（野付郡別海町）
釧路駐屯地（釧路郡釧路町）
標津分屯地（標津郡標津町）
羅臼分室(目梨郡羅臼町)
帯広駐屯地（帯広市）
足寄分屯地（足寄郡足寄町）
鹿追駐屯地（河東郡鹿追町）

### 第7警備地区
北海道
北千歳駐屯地（千歳市）
東千歳駐屯地（千歳市）
北恵庭駐屯地（恵庭市）
南恵庭駐屯地（恵庭市）
島松駐屯地（恵庭市）
日高分屯地（沙流郡日高町）
安平駐屯地（勇払郡安平町）
早来分屯地（勇払郡安平町）
白老駐屯地（白老郡白老町）
幌別駐屯地（登別市）
静内駐屯地（日高郡新ひだか町）

### 第11警備地区
北海道
岩見沢駐屯地（岩見沢市）
札幌駐屯地（札幌市中央区）
丘珠駐屯地（札幌市東区）
滝川駐屯地（滝川市）
美唄駐屯地（美唄市）
真駒内駐屯地（札幌市南区）
倶知安駐屯地（虻田郡倶知安町）
函館駐屯地（函館市）
苗穂分屯地（札幌市東区）※島松駐屯地の分屯地

## 東北方面区

### 第6警備地区
宮城県
霞目駐屯地（仙台市若林区）
多賀城駐屯地（多賀城市）
大和駐屯地（黒川郡大和町）
仙台駐屯地（仙台市宮城野区）
反町分屯地 （宮城郡松島町）
船岡駐屯地（柴田郡柴田町）
山形県
神町駐屯地（東根市）
福島県
福島駐屯地（福島市）
郡山駐屯地（郡山市）

### 第9警備地区
青森県
青森駐屯地（青森市）
弘前駐屯地（弘前市）
八戸駐屯地（八戸市）
岩手県
岩手駐屯地（滝沢市）
秋田県
秋田駐屯地（秋田市）

## 東部方面区

### 第1警備地区
茨城県
勝田駐屯地（ひたちなか市）
土浦駐屯地（稲敷郡阿見町）
霞ヶ浦駐屯地（土浦市）
朝日分屯地（稲敷郡阿見町）
古河駐屯地（古河市）
埼玉県
大宮駐屯地（さいたま市北区）
千葉県
松戸駐屯地（松戸市）
習志野駐屯地（船橋市）
下志津駐屯地（千葉市若葉区）
木更津駐屯地（木更津市）
東京都
朝霞駐屯地（練馬区、埼玉県朝霞市、和光市、新座市）
練馬駐屯地（練馬区）
十条駐屯地（北区）
市ヶ谷駐屯地（新宿区）
三宿駐屯地（世田谷区、目黒区）
目黒駐屯地（目黒区）
用賀駐屯地（世田谷区）
小平駐屯地（小平市）
東立川駐屯地（立川市）
立川駐屯地（立川市）
神奈川県
座間駐屯地（相模原市南区）
横浜駐屯地（横浜市保土ケ谷区）
久里浜駐屯地（横須賀市）
武山駐屯地（横須賀市）
山梨県
北富士駐屯地（南都留郡忍野村）
静岡県
富士駐屯地（駿東郡小山町）
滝ヶ原駐屯地（御殿場市）
駒門駐屯地（御殿場市）
板妻駐屯地（御殿場市）

### 第12警備地区
栃木県
北宇都宮駐屯地（宇都宮市）
宇都宮駐屯地（宇都宮市）
群馬県
相馬原駐屯地（北群馬郡榛東村）
新町駐屯地（高崎市）
吉井分屯地（高崎市）
新潟県
新発田駐屯地（新発田市）
高田駐屯地（上越市）
長野県
松本駐屯地（松本市）

## 中部方面区

### 第3警備地区
滋賀県
今津駐屯地（高島市）
大津駐屯地（大津市）
京都府
福知山駐屯地（福知山市）
桂駐屯地（京都市西京区）
宇治駐屯地（宇治市）
祝園分屯地（相楽郡精華町）
大久保駐屯地（宇治市）
大阪府
八尾駐屯地（八尾市）
信太山駐屯地（和泉市）
兵庫県
川西駐屯地（川西市）
伊丹駐屯地（伊丹市）
千僧駐屯地（伊丹市）
青野原駐屯地（小野市）
姫路駐屯地（姫路市）
和歌山県
和歌山駐屯地（日高郡美浜町）

### 第10警備地区
富山県
富山駐屯地（砺波市）
石川県
金沢駐屯地（金沢市）
福井県
鯖江駐屯地（鯖江市）
岐阜県
岐阜分屯地（各務原市）
愛知県
春日井駐屯地（春日井市）
守山駐屯地（名古屋市守山区）
豊川駐屯地（豊川市）
三重県
久居駐屯地（津市）
明野駐屯地（伊勢市）

### 第13警備地区
鳥取県
米子駐屯地（米子市）
美保分屯地（境港市）
島根県
出雲駐屯地（出雲市）
岡山県
日本原駐屯地（勝田郡奈義町）
三軒屋駐屯地（岡山市北区）
広島県
海田市駐屯地（安芸郡海田町）
山口県
山口駐屯地（山口市）
防府分屯地（防府市）

### 第14警備地区
徳島県
徳島駐屯地（阿南市）
北徳島分屯地（板野郡松茂町）
香川県
善通寺駐屯地（善通寺市）
愛媛県
松山駐屯地（松山市）
高知県
高知駐屯地（香南市）

## 西部方面区

### 第4警備地区
福岡県
福岡駐屯地（春日市）
春日駐屯地（春日市）
小倉駐屯地（北九州市小倉南区）
富野分屯地（北九州市小倉北区）
飯塚駐屯地（飯塚市）
小郡駐屯地（小郡市）
久留米駐屯地（久留米市）
前川原駐屯地（久留米市）
佐賀県
目達原駐屯地（神埼郡吉野ヶ里町）
鳥栖分屯地（鳥栖市）
佐賀駐屯地（佐賀市）2025年（令和7年）7月開設。
長崎県
大村駐屯地（大村市）
相浦駐屯地（佐世保市）
崎辺分屯地 ※海自佐世保基地崎辺地区に隣接
竹松駐屯地（大村市）
対馬駐屯地（対馬市）
大分県
別府駐屯地（別府市）
大分分屯地（大分市）
湯布院駐屯地（由布市）
玖珠駐屯地（玖珠郡玖珠町）

### 第8警備地区
熊本県
熊本駐屯地（熊本市東区）
健軍駐屯地（熊本市東区）
高遊原分屯地（上益城郡益城町）
北熊本駐屯地（熊本市北区）
宮崎県
えびの駐屯地（えびの市）
都城駐屯地（都城市）
鹿児島県
川内駐屯地（薩摩川内市）
国分駐屯地（霧島市）
奄美駐屯地（奄美市）
瀬戸内分屯地（大島郡瀬戸内町）

### 第15警備地区
沖縄県
那覇駐屯地（那覇市）
白川分屯地（沖縄市）
勝連分屯地（うるま市）
知念分屯地（南城市）
八重瀬分屯地（島尻郡八重瀬町）
南与座分屯地（島尻郡八重瀬町）
南那覇駐屯地（那覇市）
宮古島駐屯地（宮古島市）
石垣駐屯地（石垣市）。
与那国駐屯地（八重山郡与那国町）

## 海外拠点
- ジブチ共和国における自衛隊拠点

## 廃止された駐屯地および分屯地
| 名称         | 位置                              | 新設日         | 廃止日         | 備考 |
| ------------ | --------------------------------- | -------------- | -------------- | --- |
| 豊平駐屯地   | 北海道札幌市                      | 1955年01月25日 | 2015年03月26日 | 当駐屯地にあった自衛隊札幌病院は真駒内駐屯地へ移転。                                                                |
| 苗穂駐屯地   | 北海道札幌市                      | 1950年10月11日 | 1952年12月01日 | 設置時は旧札幌駐屯地。現：苗穂分屯地                                                                                |
| 恵庭駐屯地   | 北海道恵庭市                      | 1950年09月12日 | 1952年12月01日 | 設置時は警察予備隊恵庭訓練所。現：北恵庭駐屯地                                                                      |
| 大湊駐屯地   | 青森県むつ市                      | 1954年01月20日 | 1962年08月15日 | |
| 北仙台駐屯地 | 宮城県仙台市宮城野区              | 1958年05月01日 | 1960年08月12日 | 南仙台駐屯地と併合、仙台駐屯地となる。                                                                              |
| 南仙台駐屯地 | 宮城県仙台市宮城野区              | 1958年03月25日 | 1960年08月12日 | 北仙台駐屯地と併合、仙台駐屯地となる。                                                                              |
| 岩沼駐屯地   | 宮城県名取郡岩沼町                | 1964年08月01日 | 1973年03月19日 | 現：仙台空港 |
| 霞目分屯地   | 宮城県仙台市                      | 1955年12月     | 1957年12月10日 | 設置時は多賀城駐屯地の分屯地。現：霞目駐屯地                                                                        |
| 北古河駐屯地 | 茨城県古河市                      | 1954年02月20日 | 1961年08月17日 | 南古河駐屯地と併合、古河駐屯地となる。                                                                              |
| 南古河駐屯地 | 茨城県古河市                      | 1954年02月20日 | 1961年08月17日 | 北古河駐屯地と併合、古河駐屯地となる。                                                                              |
| 大井分屯地   | 埼玉県入間郡大井村 現：ふじみ野市 | 1953年03月01日 |                | 設置時は越中島駐屯地の分屯地。 市ヶ谷駐屯地の分屯地、陸上幕僚監部第2部別室大井通信所を経て、 現：情報本部大井通信所 |
| 竹橋駐屯地   | 東京都千代田区                    | 1957年09月10日 | 1960年02月10日 | 現：北の丸公園 |
| 檜町駐屯地   | 東京都港区                        | 1974年04月11日 | 2000年05月08日 | 現：東京ミッドタウン                                                                                                |
| 芝浦駐屯地   | 東京都港区                        | 1957年09月02日 | 1960年01月25日 | |
| 芝浦分屯地   | 東京都港区                        | 1957年09月02日 | 2000年03月27日 | 現：東京都品川区立港南緑水公園                                                                                      |
| 越中島駐屯地 | 東京都江東区                      | 1950年09月07日 | 1960年01月25日 | 設置時は警察予備隊の駐屯地。 現：東京海洋大学越中島キャンパス                                                       |
| 豊島分屯地   | 東京都豊島区                      | 1952年05月20日 | 1980年03月25日 | 現：防衛省田柄宿舎                                                                                                  |
| 桜木町分屯地 | 神奈川県横浜市中区                | 1960年01月14日 | 1966年03月29日 | 設置時は市ヶ谷駐屯地の分屯地。                                                                                      |
| 子安分屯地   | 神奈川県横浜市神奈川区            | 1955年12月20日 | 1966年03月29日 | 設置時は横浜駐屯地の分屯地。現：浅野中学校・高等学校                                                                |
| 岸根町分屯地 | 神奈川県横浜市港北区              | 1955年12月20日 | 1966年03月29日 | 設置時は横浜駐屯地の分屯地。現：岸根公園                                                                            |
| 岡村町分屯地 | 神奈川県横浜市磯子区              |                | 1966年03月29日 | 設置時は横浜駐屯地の分屯地。現：岡村公園                                                                            |
| 花見台分屯地 | 神奈川県保土ケ谷区                | 1955年10月05日 | 1966年03月29日 | 設置時は横浜駐屯地の分屯地。現：かながわアートホール                                                                |
| 浜松駐屯地   | 静岡県浜松市                      | 1952年10月15日 | 1955年08月01日 | 現：航空自衛隊の浜松基地                                                                                            |
| 岐阜駐屯地   | 岐阜県岐阜市                      | 1955年01月10日 | 1975年03月01日 | 現：加納城跡 |
| 千両分屯地   | 愛知県豊川市                      |                | 1960年12月09日 | 設置時は豊川駐屯地の分屯地。現：千両演習場                                                                          |
| 西山弾薬支処 | 愛知県春日井市                    | 1955年05月14日 | 1960年12月09日 | 現：春日井駐屯地 |
| 舞鶴駐屯地   | 京都府舞鶴市                      | 1952年10月15日 | 1953年02月25日 | 現：海上自衛隊の舞鶴教育隊                                                                                          |
| 舞鶴分屯地   | 京都府舞鶴市                      | 1955年05月14日 | 1966年04月01日 | 設置時は福知山駐屯地の分屯地。                                                                                      |
| 豊中分屯地   | 大阪府豊中市                      | 1955年01月     | 2005年03月26日 | |
| 水島駐屯地   | 岡山県倉敷市                      | 1950年10月09日 | 1957年09月10日 | 設置時は警察予備隊の駐屯地。 現：JFEスチール西日本製鉄所水島地区                                                    |
| 福山駐屯地   | 広島県福山市                      | 1950年11月04日 | 1966年02月21日 | 設置時は警察予備隊の駐屯地。 現：JFEスチール西日本製鉄所福山地区                                                    |
| 小月駐屯地   | 山口県下関市                      | 1950年09月     | 1957年08月20日 | 設置時は警察予備隊小月訓練所 現：海上自衛隊の小月航空基地                                                           |
| 松山駐屯地   | 愛媛県松山市                      | 1950年12月     | 1955年10月21日 | 設置時は警察予備隊松山訓練所。現：松山西警察署                                                                      |
| 小野駐屯地   | 愛媛県松山市                      | 1955年10月21日 | 1967年03月01日 | 松山駐屯地に改称。                                                                                                  |
| 城野分屯地   | 福岡県北九州市小倉北区            | 1957年11月20日 | 2008年03月24日 | |
| 曾根駐屯地   | 福岡県北九州市                    | 1950年12月05日 | 1962年08月15日 | 設置時は警察予備隊曾根訓練所。現：曽根訓練場                                                                        |
| 曾根分屯地   | 福岡県北九州市                    | 1962年08月15日 | 1966年02月21日 | 設置時は小倉駐屯地の分屯地。                                                                                        |
| 針尾駐屯地   | 長崎県佐世保市                    | 1950年09月04日 | 1957年09月02日 | 現：ハウステンボス                                                                                                  |
| 中津駐屯地   | 大分県中津市                      | 1950年12月05日 | 1958年06月26日 | |
| 南別府駐屯地 | 大分県別府市                      | 1978年08月01日 | 2022年03月17日 | |
| 託麻原分屯地 | 熊本県熊本市                      | 1957年08月20日 | 1971年04月20日 | 現：健軍駐屯地の一部及び東町と東本町の一部分。                                                                      |
| 鹿屋駐屯地   | 鹿児島県鹿屋市                    | 1950年12月01日 | 1955年11月21日 | 設置時は警察予備隊の駐屯地。 現：海上自衛隊の鹿屋航空基地                                                           |
| コザ分屯地   | 沖縄県沖縄市                      | 1973年05月01日 | 1974年04月11日 | 白川分屯地に改称。                                                                                                  |

### 在日米軍関連
- 都道府県別の全ての米軍施設規模と都道府県別の米軍施設
- アメリカ空軍基地の一覧#アメリカ国外 - 在日米空軍の基地 (三沢・横田・嘉手納空軍基地 他)
- アメリカ海軍の陸上施設一覧#アメリカ国外 - 在日米海軍基地 (横須賀・佐世保海軍施設、厚木海軍航空施設 他)
- アメリカ海兵隊の陸上施設一覧#アメリカ国外 - 在日米海兵隊基地 (岩国・普天間海兵隊航空基地 他)
- Category:在日米軍基地